# Санчо Гарсес (сеньор Ункастильо)
Санчо Гарсес (исп. Sancho Garcés ; ок. 1038— 6 января 1083) — внебрачный сын короля Памплоны Гарсии Санчеса III и двоюродный брат короля Леона Альфонсо VI. Сеньор Ункастильо и Сангуэса. Отец Рамиро Санчеса, чей сын Гарсия Рамирес был первым из новой династии наваррских монархов.

## Биография
Санчо Гарсес был внебрачным сыном короля Наварры Гарсии Санчеса III и наложницы, родился около 1038 года, до того, как его отец женился на Стефании. Он был назначен главным арендатором Ункастильо и Сангуэсы, а также мог быть Санчо Гарсесом, который управлял Руэстой (1058 г.), Суртой (1065 г.), Аутолем (1071 г.) и Ангьяно и Тобия в 1073 году. У него было несколько братьев и сестер, рожденных от последующего брака его отца, включая короля Санчо Гарсеса IV, Рамиро Гарсеса и Урраку, жену графа Гарсии Ордоньеса. Он также был братом другого внебрачного ребенка короля, Менсии Гарсес, жены Фортуна Очоиса , хотя неизвестно, была ли у Санчо и Менсия одна и та же мать.
В 1083 году он был в составе армии под командованием своего брата Рамиро и графа Гонсало Сальвадореса, которому король Леона и Кастилии Альфонсо VI поручил принять капитуляцию мятежного мусульманского замка Руэда. В ходе того, что стало известно как «катастрофа» или «предательство Руэды», кастильские войска вошли в сдавшуюся крепость 6 января 1083 года только для того, чтобы быть атакованными гарнизоном, который забросал их камнями, убив Санчо, Рамиро, графа Гонсало и многих других дворян.

## Брак, потомки и легенда
Он женился на своей жене Констанце до 25 ноября 1057 года, как указано в документе из монастыря Сан-Пруденсио-де-Монте-Латурче, когда оба подтверждают продажу, совершенную его братом королем. Они появляются вместе две недели спустя, 7 декабря 1057 года, подтверждая, что domno Santio testis et uxor eius domna Constanza в монастыре Альбельда . Ранее Констанца считалась дочерью Гонсало Мараньона. Тем не менее медиевист Хайме де Салазар-и-Ача, основываясь на Chronica Naierensis, считает, что Констанца могла быть дочерью от предыдущего брака Стефании, жены короля Гарсии Санчеса III, отца Санчо:
Король Кастилии Санчо II был обещан в жены дочери королевы Стефании Наваррской, имя которой не упоминается в Хрониках, а другой Санчо, внебрачный сын мужа Стефании короля Гарсии и наложницы, в порыве любви похитил невесту. когда ее сопровождали на встречу с обещанным супругом, и отвел ко двору мавританского короля Сарагосы, а затем ко двору своего дяди, короля Рамиро, который любил его как собственного сына. Это вызвало войну между королями Кастилии и Арагона и смерть последнего в битве при Граусе в 1063 году.
Хотя этот эпизод считается необоснованной легендой, все упомянутые персонажи задокументированы, и эти события могут иметь под собой основу правды. В хартии от 29 ноября 1074 года, записанной в картулярии монастыря Санта-Мария-де-Отеро-де-лас-Дуэньяс, король Санчо Гарсес IV дает своему брату несколько домов и земель в Калаорре, заявляя: vobis germano meo domno Sancio et uxori vestra vel germana mea domna Constancia, то есть «тебе, мой брат Санчо, и вашей жене и моей сестре, донье Констанце».
У Санчо и Констанцы было двое детей:
- Рамиро Санчес, сеньор Монсон (1070—1129/1130), женат на Кристине Родригес, дочери Эль-Сида и Химены Диас[14][15]
- Эстефания Санчес, жена леонского графа Фруэлы Диаса[16][15].

Некоторые историки отождествляют Санчо Гарсеса с Санчо Мачератисом, главным арендатором в Оке. Санчо Мачератис женился на Андрегото, которая происходила из семьи Андрегото Галиндеса, королевы Наварры, и она появляется как его вдова в 1075 году в Сан-Мильян-де-ла-Коголья в сопровождении своих детей: Санчо Санчес де Эрро, Андрегото, Санча, Химена и Веласкита. Однако Санчо Гарсес засвидетельствован со своей женой Констанцей в 1074 году, не оставив времени для повторного брака с Андрегото и рождения ее пятерых детей всего за год, и, кроме того, Санчо Гарсес все еще жил семь лет после того, как Андрегото появляется как вдова Санчо Мачератис, что указывает на то, что эти двое мужчин были разными. Его также иногда путали со своим одноименным сводным братом, королем Санчо Гарсесом IV.